# Rosa agrestis
Rosa agrestis (лат.) — вид растений, относящихся к роду Шиповник (Rosa) семейства Розовые (Rosaceae). Основной ареал распространения находится в Южной и Западной Европе

## Ботаническое описание
Кустарник с длинными стеблями, высотой более 2 метров. Похожие, крючковатые шипы обычно одиночные под пазухами листьев. Декоративные листья обычно семи перистые. Тёмно-зелёные глянцевидные листочки клиновидно сужены, острозубчатые и покрыты рыхлыми чёрными желёзками снизу и на рахисе листа. В начале лета листья при растирании пахнут яблоками.
Цветки обычно одиночные, редко по два или три, в рыхлых соцветиях. Гермафродитные цветки радиально-симметричные, пятизубчатые с двойным околоцветником. Пять чашелистиков перистые, после цветения отгибаются и вскоре опадают. Пять свободных, белых, часто с бледно-розовым оттенком лепестков широкояйцевидной формы. Пестичная головка удлинённая, голая, пестичный канал узкий, менее 1 миллиметра в диаметре.
Плод яйцевидной или шаровидной формы, гладкий, когда созревает алого цвета.
Число хромосом 2n = 35 или 42.

## Распространение и экология
Ареал вида простирается от стран Средиземноморья до юга Великобритании и юга Центральной Европы и Альп. Основной ареал распространения находится в Южной и Западной Европе. В Центральной Европе может выжить только в местах с мягким климатом. Некоторые экземпляры в Центральной Европе были высажены человеком и не встречаются в дикой природе. В Центральной Европе вид встречается лишь очень спорадически в низменностях (например, между Килем и Любеком), а в остальном очень редок и отсутствует на большей части территории. Редко встречается в Австрии и Швейцарии.
В Известняковых Альпах вид почти никогда не поднимается выше 1200 метров. В Альпах Алльгау поднимается на высоту 1100 метров у южного подножия горы Грюнтен. В Центральной Европе вид произрастает на опушках лесов, разреженных лиственных лесах. Предпочитает глубокие, рыхлые, немного гумусные и известковые, не слишком сухие суглинистые или глинистые почвы.

## Систематика
Впервые вид был научно описан в 1798 году Гаэтано Сави. Видовой эпитет agrestis означает «растущий в полях».
Согласно классификации видов роз, предложенной Альфредом Редером Rosa agrestis относится к секции Собачьих роз (Caninae) рода Rosa.

## Использование
Обладает схожими лекарственными свойствами с другими видами роз. Плоды являются богатым источником витамина C, могут быть использованы для приготовления варенья или вина.